# アイバース・ホイットニー・アダムス

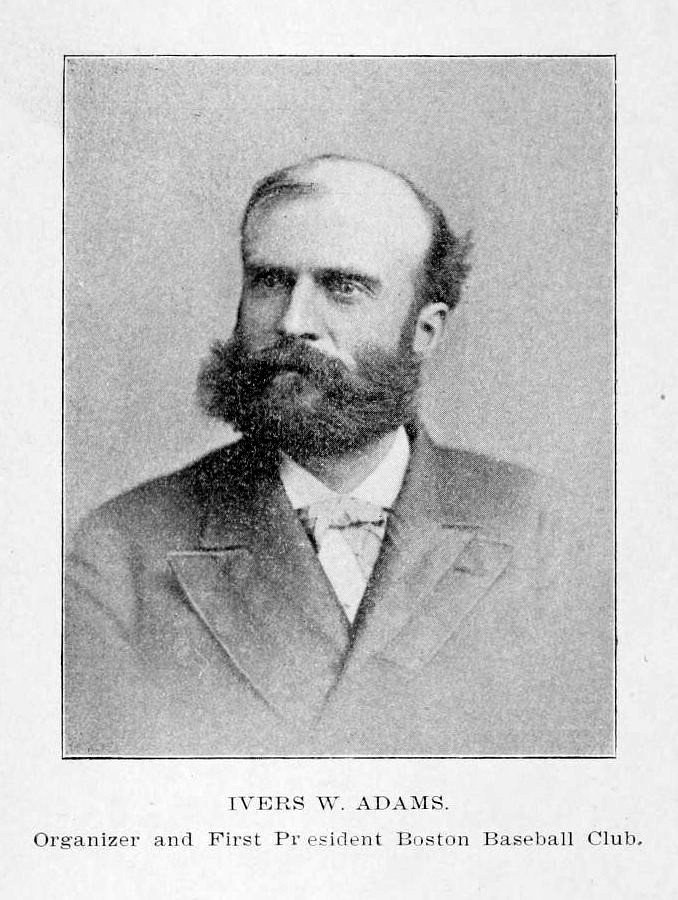
アイバース・ホイットニー・アダムス

アイバース・ホイットニー・アダムス（英：Ivers Whitney Adams、1838年 - 1914年）は、19世紀のアメリカ合衆国の実業家。アメリカ合衆国・マサチューセッツ州アッシュバーンハム生まれ。現在のアトランタ・ブレーブスに至るボストン・レッドストッキングスの創設者。

## 経歴・人物
アダムスは19歳で職を求めてボストンに移り、後に"Amerikan Net and Twine Co."という会社を興してビジネスでの成功を収めた。1879年頃には、生まれ故郷アッシュバーンハムの貯水池の水利権を得て、"Naukeag Water Company"という水道会社を設立し運営していた。死の前年の1913年には、自身の像を地元の学校に寄贈するなどしている。

### ボストン・レッドストッキングス
アダムスは釣りや狩猟を趣味とし、スポーツに理解のあった人物だったと思われる。アメリカ最初のプロ野球チームとしてシンシナティで設立されたシンシナティ・レッドストッキングスが1870年にプロ球団としての活動を止めた際、アダムスはチームの監督だったハリー・ライトを、ボストンにおける野球の『顔』にふさわしい人物と考えボストンに招いた。アダムスはハリーの進言を元にボストンでの球団の設立に15,000ドルを出資、ハリーの弟ジョージ・ライトらとの契約を交わした。
そして1871年1月20日に、ボストンにプロ球団「ボストン・レッドストッキングス」が設立され、チームは同年3月にプロ野球リーグ「ナショナル・アソシエーション」に参加した。アダムスが球団の代表を勤めたのは1871年の1年間だけだったが、チームは監督のハリー・ライトの元、1872年からナショナル・アソシエーションを4連覇するなど強さを見せ、1876年に創設されたナショナルリーグにも参加した。